# Paz mundial

El logo de la Campaña para el Desarme termonuclear avanzado, conocido ampliamente como el símbolo de paz.

La paz mundial, o paz en la Tierra, es el concepto de un estado ideal de felicidad, libertad y paz entre todas las personas y naciones en la Tierra. Esta idea de la no violencia mundial es una motivación para que las personas y las naciones cooperen, ya sea de manera voluntaria o en virtud de un sistema de gobernanza que impida la guerra. Diferentes culturas, religiones, filosofías y organizaciones tienen diferentes conceptos sobre cómo se produciría tal estado.
Varias organizaciones religiosas y seculares tienen el objetivo declarado de lograr la paz mundial mediante el tratamiento de los derechos humanos, la tecnología, la educación, la ingeniería, la medicina o la diplomacia como fin de todas las formas de lucha. Desde 1945, las Naciones Unidas han operado con el objetivo de resolver conflictos sin guerra o declaraciones de guerra. No obstante, las naciones han entrado en numerosos conflictos militares desde entonces.

## Teorías de la paz mundial
Se han propuesto muchas teorías sobre cómo lograr la paz mundial. Aquí se mencionan algunas de ellas.

### Paz Armada
La paz se caracteriza por el fuerte desarrollo de la industria bélica de las potencias y por la creciente tensión en las relaciones internacionales. Las continuas tensiones entre Estados a causa de conflictos de diversa índole dan lugar a que cada Estado destinara gran cantidad del capital estatal a la inversión de la industria de armamento y al fortalecimiento del ejército, dando lugar a un complejo sistema de alianzas en las que las naciones se hallaban en conflicto sin estar en guerra. Este principio se basa en la idea expresada por la máxima latina, «Si vis pacem, para bellum» que significa: Si quieres la paz, prepara la guerra.
Los conceptos de preponderancia de poder (en oposición al equilibrio de poder), teoría de estabilidad hegemónica, estabilidad unipolar y paz imperial (como Pax Romana, Pax Britannica o Pax Americana) se asocian con la paz a través de la fuerza.

### Diversas ideologías políticas
La paz mundial a veces se afirma que es el resultado de una cierta ideología política. León Trotski, un teórico marxista, asumió que una revolución mundial del proletariado conduciría a la paz mundial.

### Teoría de la paz democrática
Los partidarios de la controvertida teoría de la paz democrática afirman que existe una fuerte evidencia empírica de que las democracias nunca o rara vez libran una guerra entre ellas. Sin embargo, hay varias guerras entre las democracias que han tenido lugar históricamente.

### Teoría del capitalismo de la paz
En su ensayo "The Roots of War", Ayn Rand sostuvo que las principales guerras de la historia fueron iniciadas por las economías más controladas de la época contra las más libres y que el capitalismo le dio a la humanidad el período más largo de paz en la historia, un período durante el cual no hubo guerras que involucraran a todo el mundo civilizado, desde el final de las guerras napoleónicas en 1815 hasta el estallido de la Primera Guerra Mundial en 1914, con las excepciones de la guerra franco-prusiana (1870), la guerra hispanoamericana (1898), y la guerra civil estadounidense (1861-1865), que tuvo lugar, en particular, en la economía más liberal del mundo al comienzo de la revolución industrial.

### Destrucción mutua asegurada
La destrucción mutua asegurada es una doctrina de estrategia militar en la cual el uso a gran escala de armas nucleares por parte de dos bandos enfrentados resultaría efectivamente en la destrucción de ambos beligerantes. Los defensores de la política de destrucción mutua asegurada durante la Guerra Fría lo atribuyeron al aumento de la letalidad de la guerra hasta el punto en que ya no ofrece la posibilidad de una ganancia neta para ninguno de los bandos, por lo tanto haciendo las guerras inútiles.

### Carta de las Naciones Unidas y derecho internacional
Después de la Segunda Guerra Mundial, las Naciones Unidas fueron establecidas por la Carta de las Naciones Unidas para "salvar a generaciones sucesivas del flagelo de la guerra que dos veces en nuestra vida ha traído un dolor indescriptible a la humanidad". El Preámbulo de la Carta de las Naciones Unidas también tiene como objetivo promover la adopción de los derechos humanos fundamentales, respetar las obligaciones con las fuentes del derecho internacional y unir la fuerza de los países independientes para mantener la paz y la seguridad internacionales. Todos los tratados sobre derecho internacional de los derechos humanos hacen referencia o consideran que los principios proclamados en la Carta de las Naciones Unidas, el reconocimiento de la dignidad inherente y de los derechos iguales e inalienables de todos los miembros de la familia humana es el fundamento de la libertad, la justicia y la paz.

### Globalización
Gordon B. Hinckley vio una tendencia en la política nacional mediante la cual las ciudades-estado y los estados-nación se unificaron y sugiere que la arena internacional eventualmente hará lo mismo. Muchos países como China, Italia, Estados Unidos, Australia, Alemania, India y Gran Bretaña se han unificado en Estados nacionales únicos con otros como la Unión Europea siguiéndoles, lo que sugiere que una mayor globalización generará un gobierno mundial.

### Aislacionismo y no intervencionismo
Los partidarios del aislacionismo y el no intervencionismo afirman que un mundo compuesto por muchas naciones puede coexistir pacíficamente siempre que establezcan un mayor enfoque en los asuntos internos y no intenten imponer su voluntad a otras naciones.
El no intervencionismo no debe confundirse con el aislacionismo. El aislacionismo, al igual que el no intervencionismo, aconseja evitar la interferencia en los asuntos internos de otras naciones, pero también enfatiza el proteccionismo y la restricción del comercio internacional y los viajes. El no intervencionismo, por otro lado, aboga por combinar el libre comercio con la no intervención política y militar.
Naciones como Japón son quizás las más conocidas por establecer políticas aislacionistas en el pasado. El Shogunato Tokugawa generó el Período Edo, un período aislacionista en el que Japón se aisló del mundo en su conjunto.

### Paz autoorganizada
La paz mundial ha sido representada como consecuencia de conductas locales autodeterminadas que inhiben la institucionalición del poder y la consiguiente violencia. La solución no se basa tanto en una agenda acordada, ni en una inversión en una autoridad superior, ya sea divina o política, sino en una red autoorganizada de mecanismos de apoyo mutuo, lo que da como resultado un tejido social político-económico viable. La técnica principal para inducir la convergencia es el experimento del pensamiento, es decir, la retroproyección, que permite a cualquier persona participar sin importar su origen cultural, doctrina religiosa, afiliación política o demografía por edad. Mecanismos de colaboración similares están surgiendo de Internet en torno a proyectos de código abierto, incluida Wikipedia, y la evolución de otras redes sociales.

## Día Internacional de la Paz
El Día Internacional de la Paz, a veces extraoficialmente conocido como el Día Mundial de la Paz, se celebra anualmente el 21 de septiembre. Está dedicado a la paz, y específicamente a la ausencia de guerra y violencia, como la que podría ocasionar una suspensión del fuego temporal en una zona de combate para el acceso a la ayuda humanitaria. El día se celebró por primera vez en 1982, y lo conservan muchas naciones, grupos políticos, grupos militares y pueblos.
La paz es un valor del ser humano y poder lograrla contribuirá al bienestar de la sociedad. Es por eso que debemos buscar la paz y practicarla. De esta manera, la calidad de vida de las ciudades y del mundo podrán aumentar trayendo consigo muchos beneficios.

## Puntos de vista religiosos
Muchas religiones y líderes religiosos han expresado su deseo de que se ponga fin a la violencia.

### Budismo
Muchos budistas creen que la paz mundial solo puede lograrse si primero establecemos la paz en nuestras mentes. La idea es que la ira y otros estados mentales negativos son la causa de las guerras y las peleas. Los budistas creen que las personas pueden vivir en paz y armonía solo si abandonamos las emociones negativas como la ira en nuestras mentes y cultivamos emociones positivas como el amor y la compasión. Como con todas las religiones dhármicas (hinduismo, jainismo, budismo y sijismo), ahimsa (evitar la violencia) es un concepto central.
Las pagodas de la paz son monumentos que se han construido para simbolizar e inspirar la paz mundial y han sido fundamentales para el movimiento por la paz a lo largo de los años. Estas son típicamente de origen budista, siendo construidos por la organización budista japonesa Nipponzan Myohoji. Existen en todo el mundo en ciudades como Londres, Viena, Nueva Delhi, Tokio y Lumbini.

### Cristianismo
El ideal cristiano básico especifica que la paz solo puede venir por la Palabra y el amor de Dios, lo que está perfectamente demostrado en la vida de Cristo:

La paz te dejo, mi paz te doy. No te doy como el mundo da. No dejes que tus corazones se turben y no tengas miedo.
Juan 14:27

Como se interpreta cristológicamente a partir de Isaías 2, después de lo cual la "Palabra del Señor" se establece en la tierra, el resultado humano-político material será "la nación no tomará espada contra la nación; ni entrenarán para la guerra nunca más". La paz mundial cristiana requiere una vida proactiva repleta de todas las buenas obras a la luz directa de la Palabra de Dios. Los detalles de dicha vida se pueden observar en los Evangelios, especialmente en el Sermón del Monte, donde se preconiza, entre otros preceptos piadosos, el perdón a los que hacen cosas malas contra uno mismo.
Sin embargo, no todos los cristianos esperan una paz mundial duradera en esta tierra:

No supongan que he venido para traer paz a la tierra. No he venido para traer paz, sino espada. Porque he venido para convertir a un hombre en contra de su padre, a una hija en contra de su madre, a una nuera contra su suegra; los enemigos de un hombre serán los miembros de su propia casa.
Mateo 10:34-36

Muchos cristianos creen que se espera que la paz mundial se manifieste en la "nueva tierra" que se promete en las escrituras cristianas como Apocalipsis 21.
La concepción católica de "Consagración de Rusia", relacionada con las apariciones marianas de Fátima, promete la paz mundial como resultado de este proceso.

### Hinduismo
Tradicionalmente, el hinduismo ha adoptado la antigua frase sánscrita Vasudha eka kutumbakam, que se traduce como "El mundo es una sola familia". La esencia de este concepto es la observación de que solo las mentes básicas ven dicotomías y divisiones. Cuanto más buscamos sabiduría, más nos volvemos inclusivos y liberamos nuestro espíritu interno de las ilusiones mundanas o maya. Por lo tanto, la paz mundial solo se logra a través de medios internos, liberándonos de las fronteras artificiales que nos separan a todos. Como con todas las religiones dhármicas (hinduismo, jainismo, budismo y sijismo), ahimsa (evitar la violencia) es un concepto central.

### Islam
De acuerdo con la escatología islámica, el mundo entero se unirá bajo el liderazgo del profeta Isa en su segunda venida. En ese momento, el amor, la justicia y la paz serán tan abundantes que el mundo será semejante al paraíso.

### Judaísmo
El concepto de  (Reparar el mundo) es fundamental para el judaísmo rabínico moderno. Tikkun Olam se logra a través de diversos medios, tales como el cumplimiento ritual de los mandamientos de Dios, la caridad y la justicia social, así como, mediante el ejemplo, persuadir al resto del mundo a comportarse moralmente. De acuerdo con algunos puntos de vista, Tikkun Olam sería el comienzo de la Era Mesiánica. Se ha dicho que en cada generación, una persona nace con el potencial de ser el Mesías espiritual. Si es el momento adecuado para la Era Mesiánica dentro de la vida de esa persona, esa persona será el mashiach. Pero si esa persona muere antes de que él complete la misión del Mesías, entonces esa persona no es el Mesías del judaísmo.
Específicamente, en el mesianismo judío se considera que en algún momento futuro un Mesías (literalmente "un Rey designado por Dios") se levantará para traer a todos los judíos de vuelta a la Tierra de Israel, seguidos por la paz y la prosperidad mundial eternas. Esta idea proviene de pasajes en el Antiguo Testamento y el Talmud.

Y él juzgará entre las naciones y reprenderá a muchos pueblos, y convertirán sus espadas en arados y sus lanzas en podaderas; la nación no alzará espada contra nación, ni aprenderán más la guerra.

## Implicaciones económicas
Un informe en junio de 2015 sobre el Índice Global de Paz destacó que el impacto de la violencia en la economía global alcanzó los 14,3 billones de dólares. El informe también encontró que el costo económico de la violencia es 13,4% del PIB mundial, igual a la producción económica total de Brasil, Canadá, Francia, Alemania, España y el Reino Unido combinados.